# Kreisgymnasium Riedlingen
Das Kreisgymnasium Riedlingen (kurz: KGR) ist ein allgemeinbildendes Gymnasium mit offener Ganztagesbetreuung in Riedlingen. Träger ist der Landkreis Biberach. Der Campus des KGR umfasst 6,5 Hektar und liegt neben dem Biotop der Stadt. Die Schule bietet neben modernen Fachräumen für Naturwissenschaften großflächige Sportanlagen (Turnhalle, Hartplatz, Stadion), ein Hallenbad, eine Aula, eine Mensa mit Cafeteria, ein Atrium und eine Mediathek.
Als Mittelpunktschule hat das Kreisgymnasium ein Einzugsgebiet von Bad Buchau bis Zwiefalten und von Langenenslingen bis Uttenweiler.

## Bildungsangebot

### Profile
Das Kreisgymnasium Riedlingen bietet als allgemeinbildendes Gymnasium ein sprachliches, ein naturwissenschaftliches und ein Sportprofil.
Im sprachlichen Profilgang können die Schüler bis zu drei Fremdsprachen lernen. Dabei werden die Sprachen Latein, Englisch, Französisch und Spanisch angeboten, wobei das Fach Englisch bis einschließlich des 10. Schuljahres verpflichtend ist. Latein kann als erste Fremdsprache gewählt werden (Biberacher Modell). Es besteht die Möglichkeit, in der Griechisch-AG das Graecum zu absolvieren.
Im naturwissenschaftlichen Profilgang lernen die Schüler zwei Sprachen und müssen sich daher zwischen Latein und Französisch als zweiter Fremdsprache entscheiden. Ab der 8. Klasse kommt das Fach Naturwissenschaft und Technik als Kernfach hinzu.
Im Sportprofil nehmen Schüler zusätzlich zum regulären Sportunterricht an weiteren Sportangeboten teil. Ab der Klassenstufe 8 kann Sport als Hauptfach gewählt werden.

### Arbeitsgemeinschaften
Im Rahmen des Konzeptes der offenen Ganztagsbetreuung spielen neben dem Atrium und der Mediothek auch Arbeitsgemeinschaften eine Rolle. Es gibt Kurse im sprachlichen, gesellschaftswissenschaftlichen, künstlerischen, sportlichen, naturwissenschaftlichen, aber auch informationstechnologischen Feld. Hinzu kommen meist von Fachlehrern angeleitete Projekte. Dazu gehören neben Orchester, Chor und Jugend forscht eine Back-AG, Schwimmförderung, Harry Potter für Lateiner, die Schach-AG, eine Presse-AG, Kochen, Mathematik, der Schulsanitätsdienst, die Rock'n'Roll AG – Tanzen mit Schwung!, die Yoga-AG, die Mediothekshelfer-AG, das Koobo-Projekt „Soziale Berufe“, die Informatik, Häkel, Kreativ-AG, Graffiti, Theater, Italienisch, Kampfsport, das Literaturcafé Französisch und Galileo Galilei: Pizza Stellata.

### Orchester und Chor
Die Schule bietet ein sinfonisches Blasorchester für die Unterstufe und einen Unterstufenchor. Darüber hinaus gibt es einen großen Chor für die gesamte Schülerschaft. Das sinfonische Blasorchester des Kreisgymnasiums unter der Leitung von Dr. Ralf Uhl zählt zu den leistungsstärksten Schulorchestern Süddeutschlands.

### Jugend forscht
Die Jufo-AG hat in den letzten Jahren teils bedeutende Preise bis auf Bundesebene gewonnen und erfreut sich großer Beliebtheit. Die Schüler nutzen auch das Schülerforschungszentrum in Saulgau.

### Austauschprogramme
Das Kreisgymnasium Riedlingen bietet jährlich einen Austausch nach Paris mit rund 50 Schülerinnen und Schülern an.

## Partnerschaften
- Progymnasium Bad Buchau, Bad Buchau (Deutschland)
- Privée Saint-Joseph du Parchamp, Boulogne-Billancourt (Frankreich)
- Sprachen- und Realgymnasium Nikolaususanus, Bruneck (Südtirol/Italien)

Im Rahmen des Comenius-Programms bzw. des Erasmus+ Bildungsprogramms der Europäischen Union:
- BORG Eisenerz, Eisenerz (Österreich)
- Eötvös József Gimnázium, Heves (Ungarn)
- Gymnázium, Mládežnícka 22, Šahy (Slowakei)

## Preise und Auszeichnungen
- Die Jufo-Gruppe des Kreisgymnasiums Riedlingen erreichte beim Regionalwettbewerb Jugend forscht, der im Februar 2024 in der Donauhalle in Ulm stattfand, in der Sparte Chemie den zweiten Regionalsieg des Fonds der Chemischen Industrie im Verband der Chemischen Industrie e.V.
- Zudem wurden dem Forscherteam der Wieland-Preis „Technik des Berufsbildungswerks Philipp Jakob Wieland“ und der Sonderpreis „Umwelttechnik der Deutschen Bundesstiftung Umwelt“ zugesprochen.[13]

## Geschichte
Das Kreisgymnasium Riedlingen ging aus einer im Jahr 1286 gegründeten Lateinschule hervor, einem Schultyp, der zum Grundstudium der Universität führte. Nach ihrer Auflösung 1774 wurde sie im Jahr 1802 neu gegründet und bezog das Gebäude des heutigen Riedlinger Rathauses. Nach der Umwandlung zur Reallateinschule 1877 und dem Umzug mit der Volksschule in das Schulgebäude der heutigen Joseph-Christian-Gemeinschaftsschule an der Grabenstraße im Jahr 1903 wurde die Schule 
Diemigung zur Angliederung der Oberstufe und dieerstmals auch  zum städtischen Gymnasium Riedlingen erfolgten am 17. Januar 1938. 1939 wurde das erste Abitur abgelegt. Am 26. Juli 1940 wurde die Oberschule Riedlingen als staatliche Vollanstalt anerkannt, mit dem Recht, die Reifeprüfung abzunehmen. Nachdem 1967 der Landkreis Biberach Schulträger des Kreisgymnasiums Riedlingen geworden war und den Bau eines neuen Gebäudes beschlossen hatte, zog die Schule 1972 in das heutige Schulgebäude an der Ziegelhüttenstraße um.
Schülerzahlen
1939: 220
1960: 461
1972: 1188
1989: 775
2024: 854
Ab dem Jahr 2003 erfolgten zahlreiche und umfassende Maßnahmen zur Modernisierung, unter anderem im Rahmen des Programms Investition, Zukunft, Bildung und Betreuung. So entstanden eine Cafeteria, die seit dem Schuljahr 2013/2014 von der Großküche Dornahof beliefert und betrieben wird, und ein als Aufenthaltsraum genutztes Atrium. In den folgenden Jahren wurden vor allem die naturwissenschaftlichen Fachräume modernisiert. 2007 eröffnete die Mediothek, die sich im mittleren Bereich der Schule über zwei Stockwerke erstreckt und etwa 14.000 Medien bietet.
Im Jahr 2009 wurde die Sporthalle des Kreisgymnasiums umfassend renoviert. Es folgten zahlreiche Räumlichkeiten in der Schule selbst, darunter das Lehrerzimmer, die Stützpunkte der Fachschaften und das Sekretariat.
Nachdem 2004 das achtjährige Gymnasium eingeführt worden war, wurde dieses Konzept 2013 wieder aufgebrochen. Seit dem Schuljahr 2013/2014 bot das Kreisgymnasium Riedlingen, das sich für das G8-Modellprojekt beworben hatte, den G8- und einen neu konzipierten G9-Zug nebeneinander an. Allerdings blieb die Anmeldezahl für den G8-Zug auch in den Folgejahren so gering, dass keine Parallelklasse im G8-Zug gebildet werden konnte. Ab 2025/26 gilt für alle Gymnasien in Baden-Württemberg wieder das G-9-Modell als Norm.

## Verein der Ehemaligen
1986 wurde der Verein der Ehemaligen und Freunde des Kreisgymnasiums durch den Schulleiter Franz Josef Gerster gegründet. Er widmet sich dem Kontakt und Austausch der ehemaligen Schüler, der Unterstützung der Schule und der Schulgeschichte.

## Ehemalige Schüler
- Friedemann Benner, Musiker, Komponist, Sänger und Synchronsprecher
- Karl Brugger (1961), ARD-Auslandskorrespondent und Autor
- Gerold Jäggle (1981), Bildhauer
- Winfried Kretschmann (1948) Gymnasiallehrer, Landtagsabgeordneter der Grünen, später Ministerpräsident von Baden-Württemberg
- Oliver Lahl, römisch-katholischer Prälat
- Bernd Lemke (1984), Militärhistoriker
- Andreas Müller (Franziskaner) (1931–2020), Gründer der Missionszentrale der Franziskaner
- Michael Panzer, Travestiekünstler und Kabarettist
- Nikolaus Piper (1971), Journalist
- Patrick Rapp, Politiker (CDU)
- Daniel Rapp (1992), Politiker und Oberbürgermeister von Ravensburg
- Peter Schneider, Politiker und Präsident des Sparkassenverbands Baden-Württemberg
- Bärbel Stolz (1995), Schauspielerin

## Bekannte Lehrkräfte
- Richard Hohly (1902–1995), 1931 bis 1934 Kunstlehrer am Riedlinger Progymnasium als erster Zeichenlehrer, der eine Kunstakademie besucht hatte, Erstellung von 12 Wandbildern im Festsaal des Gymnasiums 1932, von Nationalsozialisten 1934 zerstört, 1995 freigelegt und restauriert. Im Wohngebiet auf der Klinge wurde eine Straße nach Richard Hohly benannt.[15][16]
- Wolf Kalz, 1970–1995
- Ernst Wall, 1952–1967